# Serjania reticulata
Serjania reticulata är en kinesträdsväxtart som beskrevs av Jacques Cambessèdes. Serjania reticulata ingår i släktet Serjania och familjen kinesträdsväxter. Inga underarter finns listade i Catalogue of Life.